# Ендрю (Альберта)
Ендрю (англ. Andrew) — село в Канаді, у провінції Альберта, у складі муніципального району Ламонт.

## Населення
За даними перепису 2016 року, село нараховувало 425 осіб, показавши зростання на 12,1%, порівняно з 2011-м роком. Середня густина населення становила 363,4 осіб/км².
З офіційних мов обидвома одночасно володіли 20 жителів, тільки англійською — 405. Усього 45 осіб вважали рідною мовою не одну з офіційних, з них 30 — українську.
Працездатне населення становило 170 осіб (47,2% усього населення), рівень безробіття — 11,8% (18,8% серед чоловіків та 0% серед жінок). 97,1% осіб були найманими працівниками, а 0% — самозайнятими.
Середній дохід на особу становив $41 899 (медіана $26 208), при цьому для чоловіків — $55 967, а для жінок $29 207 (медіани — $30 912 та $22 187 відповідно).
34,2% мешканців мали закінчену шкільну освіту, не мали закінченої шкільної освіти — 23,3%, 42,5% мали післяшкільну освіту, з яких 12,9% мали диплом бакалавра, або вищий.
| Статево-вікова структура населення | Статево-вікова структура населення | Статево-вікова структура населення | Статево-вікова структура населення | Статево-вікова структура населення |
| ---------------------------------- | ---------------------------------- | ---------------------------------- | ---------------------------------- | ---------------------------------- |
|                                    |                                    |                                    |                                    |                                    |
| Всього                             | Всього                             | 52,3%47,7%                         |                                    |                                    |
| 0 — 14 років                       | 0 — 14 років                       |                                    | 12,9%                              | 12,9%                              |
| 15 — 64 років                      | 15 — 64 років                      |                                    | 60%                                | 60%                                |
| 65 і більше                        | 65 і більше                        |                                    | 27,1%                              | 27,1%                              |
| 85 і більше                        | 85 і більше                        |                                    | 2,4%                               | 2,4%                               |
| Середній вік (років)               | Середній вік (років)               | 49,150,8                           | 49,9                               | 49,9                               |
| Медіана (років)                    | Медіана (років)                    | 53,555,2                           | 54,2                               | 54,2                               |
| — чоловіки — жінки                 |                                    |                                    |                                    |                                    |

| Походження мешканців:     | Походження мешканців:     | Походження мешканців: | Походження мешканців: | Походження мешканців: |
| ------------------------- | ------------------------- | --------------------- | --------------------- | --------------------- |
| Походження                |                           |                       | осіб                  | %                     |
| Корінні американці        | Корінні американці        |                       | 30                    | 7.06%                 |
| Інше північноамериканське | Інше північноамериканське |                       | 125                   | 29.41%                |
| Європейське               | Європейське               |                       | 335                   | 78.82%                |
| британське                | британське                |                       | 120                   | 28.24%                |
| французьке                | французьке                |                       | 15                    | 3.53%                 |
| українське                | українське                |                       | 195                   | 45.88%                |

| Зайнятість населення за галузями (за класифікацією NOC): | Зайнятість населення за галузями (за класифікацією NOC): | Зайнятість населення за галузями (за класифікацією NOC): | Зайнятість населення за галузями (за класифікацією NOC): | Зайнятість населення за галузями (за класифікацією NOC): |
| -------------------------------------------------------- | -------------------------------------------------------- | -------------------------------------------------------- | -------------------------------------------------------- | -------------------------------------------------------- |
|                                                          |                                                          |                                                          |                                                          |                                                          |
| Управління                                               | Управління                                               |                                                          | 6,1%                                                     | 6,1%                                                     |
| Бізнес, фінанси та адміністрування                       | Бізнес, фінанси та адміністрування                       |                                                          | 21,2%                                                    | 21,2%                                                    |
| Освіта, правозахист, муніципальні та урядові служби      | Освіта, правозахист, муніципальні та урядові служби      |                                                          | 9,1%                                                     | 9,1%                                                     |
| Роздрібна торгівля та послуги                            | Роздрібна торгівля та послуги                            |                                                          | 30,3%                                                    | 30,3%                                                    |
| Гуртова торгівля, транспорт та обладнання                | Гуртова торгівля, транспорт та обладнання                |                                                          | 30,3%                                                    | 30,3%                                                    |
| Виробництво                                              | Виробництво                                              |                                                          | 6,1%                                                     | 6,1%                                                     |

## Клімат
Середня річна температура становить 1,8°C, середня максимальна – 21,4°C, а середня мінімальна – -22,3°C. Середня річна кількість опадів – 428 мм.
| Клімат поселення                              | Клімат поселення | Клімат поселення | Клімат поселення | Клімат поселення | Клімат поселення | Клімат поселення | Клімат поселення | Клімат поселення | Клімат поселення | Клімат поселення | Клімат поселення | Клімат поселення | Клімат поселення |
| Показник                                      | Січ.             | Лют.             | Бер.             | Квіт.            | Трав.            | Черв.            | Лип.             | Серп.            | Вер.             | Жовт.            | Лист.            | Груд.            |                  |
| Середній максимум, °C                         | −8,74            | −5,19            | 0,98             | 10,60            | 17,28            | 21,43            | 21,13            | 20,32            | 15,04            | 9,08             | −1,61            | −8,67            |                  |
| Середня температура, °C                       | −15,52           | −11,99           | −5,84            | 3,80             | 10,50            | 14,61            | 16,23            | 15,44            | 10,10            | 4,18             | −6,51            | −13,58           |                  |
| Середній мінімум, °C                          | −22,34           | −18,79           | −12,63           | −3,01            | 3,69             | 7,84             | 11,33            | 10,52            | 5,22             | −0,7             | −11,42           | −18,5            |                  |
| Норма опадів, мм                              | 18               | 11               | 18               | 22               | 43               | 79               | 91               | 57               | 42               | 16               | 15               | 16               |                  |
| Середньомісячна швидкість вітру, м/с          | 3.20             | 3.20             | 3.40             | 3.70             | 3.70             | 3.40             | 3.10             | 3.00             | 3.20             | 3.40             | 3.40             | 3.30             |                  |
| Середньомісячна сонячна радіація, кДж/м²·день | 3369             | 6938             | 12299            | 17389            | 20645            | 21972            | 22137            | 18451            | 12477            | 7338             | 3681             | 2443             |                  |
| --------------------------------------------- | ---------------- | ---------------- | ---------------- | ---------------- | ---------------- | ---------------- | ---------------- | ---------------- | ---------------- | ---------------- | ---------------- | ---------------- | ---------------- |
| Джерело:                                      |                  |                  |                  |                  |                  |                  |                  |                  |                  |                  |                  |                  |                  |